# Coals of Fire (film 1910)
Coals of Fire è un cortometraggio muto del 1910 diretto da Bert Haldane.

## Trama
Un signorotto si pente di aver venduto per vendetta la casa di un locatario.

## Produzione
Il film fu prodotto dalla Hepworth.

## Distribuzione
Distribuito dalla Hepworth, il film - un cortometraggio in una bobina - uscì nelle sale cinematografiche britanniche nel 1910. Venne presentato negli Stati Uniti dall'Urban-Eclipse Film Compa ny il 9 febbraio di quell'anno e poi nel Regno Unito in agosto.
Si conoscono pochi dati del film che, prodotto dalla Hepworth, fu distrutto nel 1924 dallo stesso produttore, Cecil M. Hepworth. Fallito, in gravissime difficoltà finanziarie, il produttore pensò in questo modo di poter almeno recuperare il nitrato d'argento della pellicola.